# Луций Атилий Луск
Лу́ций Ати́лий Луск (лат. Lucius Atilius Luscus; V век до н. э.) — римский политический деятель, военный трибун с консульской властью в 444 году до н. э.
Луск принадлежал к плебейскому роду Атилиев. Его избрание на высшую должность в республике вместе с двумя патрициями (Авлом Семпронием Атратином и Титом Клелием Сикулом) стало первым результатом достигнутого в 445 году компромисса между патрициатом и народными трибунами, добивавшимися для плебса доступа к консульству. Однако спустя три месяца всем военным трибунам пришлось сложить полномочия, так как выяснилось, что проводивший выборы консул предыдущего года Гай Курций Филон не вполне правильно поставил шатёр для птицегаданий.
О дальнейшей судьбе Луция Атилия ничего не известно.